# Khuttal
Khuttal, vaak ook in het meervoud Khuttalan (en varianten zoals Khutlan, Khatlan, in Chinese bronnen K'o-tut-lo) was een middeleeuwse regio en vorstendom op de noordelijke oever van de rivier de Oxus (tegenwoordig gekend als de Amu Darja), gelegen tussen de bronrivieren Vachsj en Panj. Het komt ongeveer overeen met de huidige provincie Chatlon in Tadzjikistan.
Het pre-islamitische vorstendom Khuttal speelde een actieve rol, soms als bondgenoot, soms als vijand van de Omajjaden tijdens de islamitische verovering van Transoxanië, en het was pas in 750 of 751 dat de Abbasiden er eindelijk directe controle over vestigden. Een tak van de Banijuriden van Tokharistan regeerde over het gebied onder de Abbasiden en erkende de suzereiniteit van de Samaniden in de 10e eeuw. Het gebied behield blijkbaar een autonome lijn van heersers in de 11e-12e eeuw, toen het voor het eerst onder de losse controle van de Ghaznaviden kwam, en na het midden van de 11e eeuw van het Groot-Seltsjoekenrijk. Met het verval van de Seltsjoekse macht kwam Khuttal onder de controle van de Ghowriden en de Khwarazmshah. In de 13e eeuw werd Khuttal een deel van het Mongoolse Rijk en van zijn opvolger, het Kanaat van Chagatai, en kwam opnieuw op als een autonoom vorstendom na het uiteenvallen van dit laatste in het midden van de 14e eeuw. In de 16e eeuw namen de Shajbaniden Khuttal over, en de naam zelf wordt niet meer gebruikt en vervangen door Kölob.
Het oude Khuttal was een middeleeuws koninkrijk gelegen tussen de rivieren Panj en Vakhsh en de Pamir-Piemontes. Her erkende erfgoed omvat tien locaties en een monument dat zijn rol van de 7e tot 16e eeuw in de handel van zijderoutes weerspiegelt. Khuttal droeg waardevolle goederen bij, zoals zout, goud, zilver en paarden, en diende als een knooppunt voor culturele, religieuze en technologische uitwisselingen. De diverse archeologische overblijfselen - boeddhistische tempels, paleizen, nederzettingen, productiecentra en karavanserais - illustreren het strategische belang en de levendige interacties met naburige rijken.
De archeologische vindplaatsen met de omliggende bufferzone, voor een totale oppervlakte van 5.612 km², werden in juli 2025 tijdens de 47e sessie van de Commissie voor het Werelderfgoed in Parijs erkend als UNESCO cultureel werelderfgoed en onder de titel "Cultureel erfgoed van het oude Khuttal" aan de werelderfgoedlijst toegevoegd.